# GS글로벌
GS글로벌은 수출무역을 주로 하는 GS그룹 계열의 종합상사이다. 본사는 서울특별시 강남구 논현로 508 (역삼동)에 위치해 있다. 김성곤에 의해 1954년 설립된 무역회사 금성산업(주)이 GS글로벌의 전신이다. 금성산업은 이후 1972년 쌍용산업, 1975년 (주)쌍용으로 상호변경하였다. 주로 쌍용그룹(금성재벌) 제품을 외국에 주로 수출하는 그룹 종합상사이며, 1975년 정부에 의해 국내 2호 종합상사로 정식 지정됐다.
주식을 증권거래소에 상장한 것은 1976년이며, 1979년 수출 4억불탑을 시작으로 1982년 수출 10억불탑, 1991년 수출 20억불탑을 각각 받았다.
1987년 재계 서열 5위에 올랐던 쌍용그룹이 외환위기 이후 계열사 매각 수순을 밟게 되었다. 1998년에는 쌍용제지가 P&G에, 쌍용자동차가 대우그룹에 매각되었고, 1999년 쌍용정유가 계열 분리되었고, 2001년 쌍용중공업(현 STX)이 계열 분리됐다.
(주)쌍용은 2002년 출자전환을 통해 채권단이 최대주주가 되면서 금융기관의 관리를 받기 시작했다. 2005년 4월 쌍용그룹에서 계열 분리되었고, 2006년 모건스탠리 그룹 계열인 모건스탠리 프라이빗 에쿼티가 678억 원에 쌍용을 인수하면서 금융기관 관리에서 벗어났다. 이후 2009년 7월 GS그룹이 (주)쌍용을 인수했고, 이 해 회사 이름을 지금의 (주)GS글로벌로 바꿨다.
GS글로벌의 주요 사업은 철강금속, 석유 및 석유화학제품, 시멘트 등 산업재의 수출입 및 해외자원개발, 신재생에너지, 프로젝트 개발사업 등이다. 수출통관액 기준(2010년 9월 한국무역협회 자료)으로 GS글로벌의 시장 점유율은 약 3.8%다. 2010년 9월 현재 최대 주주는 GS그룹의 지주회사인 (주)GS로, 보유 지분은 55.90%다.
BYD 전기버스의 수입 대행도 맡고 있다.

## 참고 문헌
- 네이버 금융
- GS글로벌